# Vojenská akademie v Brně
Vojenská akademie v Brně (zkratkou VA, lidově akáda) byla vojenská vysoká škola technického směru v Brně, existující mezi lety 1951–2004. Zanikla s ostatními českými vojenskými vysokými školami sloučením do Univerzity obrany, která využila její brněnský areál v Kounicově ulici.

## Historie
Brněnská Vojenská akademie byla založena 15. srpna 1951 rozkazem prezidenta republiky Klementa Gottwalda pod názvem Vojenská technická akademie (zkratkou VTA). Základem školy se stali pedagogové, budovy i materiální vybavení Vysoké školy technické Dr. Edvarda Beneše v Brně (dnešní Vysoké učení technické v Brně), která byla 2. října téhož roku zrušena. V době zřízení tvořilo VTA sedm fakult: dělostřelecká, tanková, letecká (strojní), ženijní (stavební), elektrotechnická, chemická a železniční.
Po vzoru sovětských vojenských akademií byla v roce 1954 pojmenována po Antonínu Zápotockém, čímž získala název Vojenská technická akademie Antonína Zápotockého (zkratkou VTA AZ). Po reorganizaci vojenských vysokých škol v roce 1958 došlo ke sloučení s Vojenskou akademií Klementa Gottwalda v Praze a název byl změněn na Vojenskou akademii Antonína Zápotockého (zkratkou VA AZ). Po sametové revoluci bylo od 1. května 1990 rozkazem prezidenta Václava Havla z názvu školy odstraněno jméno komunistického prezidenta Zápotockého a následně došlo také k navrácení majetku městu a Vysokému učení technickému v Brně (například komplex historických budov na Veveří, sídlo Fakulty stavební VUT).
Od roku 1970 byla VA AZ tvořena pěti fakultami: fakultou velitelsko-organizátorskou (se sídlem ve Vyškově), fakultou inženýrskou pozemních vojsk, fakultou leteckou, PVO a spojovací, fakultou vyšších velitelů a fakultou zahraniční. V roce 1972 byla vyškovská velitelsko-organizátorská fakulta vyčleněna do samostatné vysoké školy a VA AZ byla od toho roku tvořena pěti fakultami: velitelskou, inženýrskou pozemních vojsk, leteckou a protivzdušné obrany, dálkovou a zahraniční. V roce 1979 byla VA AZ reorganizována na dvě fakulty, fakultu vševojskovou, druhů vojsk a služeb postgraduální přípravy a fakultu vojenskoinženýrskou, ke kterým roku 1980 přibyla ještě fakulta zahraniční. Ve druhé polovině 90. let 20. století měla VA tři fakulty: fakultu velitelskou a štábní, fakultu vojensko-technickou a fakultu letectva a protivzdušné obrany. V roce 2003 byla Fakulta letectva a protivzdušné obrany a Fakulta vojenskotechnická – druhů vojsk sloučena do jedné, Fakulty vojenských technologií.
Škola zanikla v roce 2004 v rámci reformy vojenského vysokého školství. K 1. září 2004 byla zřízena nová Univerzita obrany, která vznikla sloučením Vojenské akademie v Brně, Vysoké vojenské školy pozemního vojska ve Vyškově a Vojenské lékařské akademie Jana Evangelisty Purkyně v Hradci Králové. Sídlem Univerzity obrany se stal brněnský areál Vojenské akademie v Kounicově ulici. Z bývalé brněnské akademie se součástí nově vzniklé univerzity stala Fakulta vojenských technologií, zatímco Fakulta velitelská a štábní byla dnem 31. srpna 2004 zrušena.